# Mitsubishi 360
O Mitsubishi 360 é um pequeno veículo comercial, que foi introduzido em abril de 1961. Tendo duas carroçarias, um furgão e uma pick-up, ambos de 2 portas.
O motor era um de 2 cilindros de refrigeração a ar e era de 359cc frontal de 17cv. Com uma distância entre eixos de 1.902mm e um comprimento de 2.99m. Tinha uma suspensão de lâminas transversal na parte da frente e atrás um eixo regido com lâminas na parte de trás.
A versão sedan de 2 portas foi introduzido em outubro de 1962 mas passou a chamar de Minica. A Pick-up manteve-se durante anos até à introdução da segunda geração do Minica e mudou o nome de 360 para Minica.